# FDI World Dental Federation
Die FDI World Dental Federation ist der Weltverband der Zahnärzte mit Sitz in Genf, Schweiz.

## Geschichte
Die FDI wurde im Jahre 1900 als Fédération Dentaire Internationale von Charles Godon von der Ecole Dentaire de Paris und fünf weiteren Zahnärzten in Paris gegründet, Florestan Aguilar aus Madrid, Spanien, George Cunningham aus Cambridge, England, Elof Förberg aus Stockholm, Schweden, A.W. Harlan aus Chicago, Illinois, USA und E. Sauvez aus Paris, Frankreich. Diese Männer waren zusammen mit den Drs. L. Grevers (Holland), F. Hesse
(Deutschland) und Pichler (Österreich) zum ersten Vorstand gewählt worden. Die FDI ist einer der ältesten internationalen Berufsverbände der Welt.
Die FDI hat zurzeit mehr als 200 nationale Mitgliedsverbände in fast 130 Ländern, die zusammen über 1 Million Zahnärzte vertreten. Präsident der Gesellschaft ist Gerhard Seeberger (Italien) (Stand 2019).

## Organisation
Delegierte der Mitgliedsorganisationen wählen in einer Generalversammlung den Rat der FDI, der für die die Verwaltung zuständig ist.
Fünf ständige Komitees sind zuständig für Kommunikation und Mitgliederunterstützung, zahnärztliche Berufsausübung, Fortbildung und Wissenschaft sowie Mundgesundheitsentwicklung und Gesundheitsförderung.
Die FDI unterhält offizielle Beziehungen zu den Vereinten Nationen (UN) und der Weltgesundheitsorganisation (WHO), deren Ziel, weltweit die Zahngesundheit zu fördern, sie unterstützt.
Sie ist – neben dem Weltbund der Krankenschwestern und Krankenpfleger, der Internationalen Pharmazeutischen Föderation und dem Weltärztebund – Mitglied der World Health Professions Alliance.

## Ziele der FDI
Die FDI hat die Vision, die Welt zu einer optimalen Mundgesundheit zu führen und hat sich daher folgende Aufgaben gestellt:
- Der weltweite, maßgebende und unabhängige Sprecher für Zahnheilkunde zu sein
- Die Interessen der Mitgliedsverbände und deren Mitglieder zu fördern
- Eine optimale Mund- und Allgemeingesundheit für alle Menschen zu unterstützen
- Die Ethik, Kunst, Wissenschaft und Praxis der Zahnheilkunde zu fördern und zu unterstützen
- Das Bewusstsein der führenden Politiker dafür zu stärken, dass es einen direkten Zusammenhang zwischen Gesundheit im Mund und körperlicher Gesundheit im Ganzen gibt
- Die Aufklärung der Bevölkerung in unterprivilegierten Ländern im Bereich Mundhygiene und Mundgesundheit mit Hilfe angepasster Strategien und die Entwicklung privater und öffentlicher Partnerschaften zu fördern
- Unterschiede in Niveau und Qualität der Mundgesundheit durch die Umsetzung effektiver Maßnahmen zur Förderung der Mundgesundheit zu verringern

Die FDI entwickelt und verbreitet Grundsatzpositionen, Normen und Informationen zu allen Aspekten der Mundgesundheit weltweit. FDI-Stellungnahmen geben den aktuellen Wissens- und Erkenntnisstand über zahlreiche Themen im Zusammenhang mit Mundgesundheit, Mundgesundheitspolitik und dem zahnärztlichen Berufsstand wieder.
Die FDI bietet ein Netzwerk von Mitgliedern, Partnern und Vertretern des öffentlichen Gesundheitswesens und arbeitet in Kooperation mit der WHO an der Veröffentlichung von wissenschaftlichen und aufklärenden Referenzdokumenten.

## FDI Annual World Dental Congress
Der FDI Annual World Dental Congress (FDI AWDC) bietet ein wissenschaftliches Programm, eine Fachausstellung und ein internationales Forum für Referate und Diskussion der Fortschritte für die Mundgesundheit, der Mundgesundheitspflege und aller weiteren Themen, die die Ziele der FDI fördern. Es bieten sich dabei Möglichkeiten, die Beziehungen zwischen zahnärztlichen Organisationen, Personen, Völkern und Ländern der Welt zu stärken.
Die Struktur des jährlichen World Dental Congress kann je nach den örtlichen Gegebenheiten im Detail variieren, aber die Hauptelemente des Kongresses sind:
Wissenschaftliches Programm
Generalversammlung und andere Treffen der FDI - dem FDI World Dental Parliament
Weltforum für Mundgesundheit
FDI World Dentalausstellung
Sozialprogramm

Jahr und Orte:
2019 San Francisco (USA)
2018 Buenos Aires (Argentinien)
2017 Madrid (Spanien)
2016 Posen (Polen)
2015 Bangkok (Thailand)
2014 New-Delhi (Indien)
2013 Istanbul (Türkei)
2012 Hongkong (China)
2011 Mexiko-Stadt (Mexiko)
2010 Salvador da Bahia (Brasilien)
2009 Singapur 
2008 Stockholm (Schweden)
2007 Dubai (Vereinigte Arabische Emirate)
2006 Shenzhen (China)
2005 Montreal (Kanada)
2004 New-Delhi (Indien)
2003 Sydney (Australien)
2002 Wien (Österreich)
2001 Kuala Lumpur (Malaysia)
2000 Paris (Frankreich)

## Welt-Mundgesundheitstag
Der Welt-Mundgesundheitstag (World Oral Health Day, WOHD) wird jedes Jahr am 20. März begangen. Er geht zurück auf einen Beschluss der Generalversammlung der FDI im Jahre 2007 beim Zahnärzteweltkongress in Dubai. Ursprünglich war der 12. September dafür vorgesehen, am Geburtstag des Gründervaters der FDI Charles Godon. Später wurde aus praktischen Erwägungen das Datum auf den 20. März verlegt. Im Jahre 2013 wurde der Tag in 38 Ländern begangen. In Deutschland wird am 25. September der Tag der Zahngesundheit begangen.

## Unterorganisationen
Die FDI unterhält folgende Unterorganisationen:
- African Regional Organisation (ARO)
- Asia Pacific Regional Organisation (APRO)
- European Regional Organisation (ERO)[4]
- Latin American Regional Organisation (LARO)
- North American Regional Organisation (NARO)

## Ehemalige Präsidenten
Präsidenten waren:
- Michèle Aerden, Belgien, 2005–2007
- Burton Conrod, Canada, 2007–2009
- Heinz Ernie, Schweiz, 1996–1997
- Patrick Hescot, Frankreich, 2015–2017
- Jacques Monnot, Frankreich, 1999–2001
- Orlando Monteiro da Silva, Portugal, 2011–2013
- Arumugam Ratnanesan, Malaysia, 2001–2003
- Clive B. Ross, Neuseeland, 1992–1995
- Katsuo Tsurumaki, Japan, 1997–1999
- Roberto Vianna, Brasilien, 2009–2011
- Tin Chun Wong, Hongkong, 2013–2015
- Ch. F. L. Nord, Niederlande, 1947–1952[6]
- Kathryn Kell, USA, 2017–2019